# Реда Халаїмія
Реда Халаїмія (фр. Réda Halaïmia, араб. رضى حلايميا, нар. 28 серпня 1996, Оран) — алжирський футболіст, правий захисник бельгійського клубу «Беєрсхот-Вілрейк» і національної збірної Алжиру.

## Клубна кар'єра
Народився 28 серпня 1996 року в місті Оран. Вихованець юнацьких команд місцевого однойменного клубу.
У дорослому футболі дебютував 2015 року виступами за голвну команду «Орана», в якій швидко став гравцем основного складу і де провів чотири сезони, взявши участь у 95 матчах чемпіонату.
Влітку 2019 року перебрався до бельгійського клубу «Беєрсхот-Вілрейк». У своєму першому ж сезоні в Європі допоміг команді виграти другий бельгійський дивізіон, а наступного сезону дебютував на рівні елітної Ліги Жупіле.

## Виступи за збірну
Наприкінці 2018 року дебютував в офіційних матчах у складі національної збірної Алжиру. Згодом деякий час до лав національної команди не викликався, удруге вийшов на поле у її складі лише восени 2020.
У складі збірної був учасником Кубка африканських націй 2021 року, що проходив на початку 2022 року в Камеруні.
| Дата       | Місто      | Господарі | Результат | Гості    | Турнір                                  | Голи | Примітки |
| ---------- | ---------- | --------- | --------- | -------- | --------------------------------------- | ---- | -------- |
| 27-12-2018 | Доха       | Катар     | 0 – 1     | Алжир    | товариський матч                        | -    | 71'      |
| 9-10-2020  | Клагенфурт | Нігерія   | 0 – 1     | Алжир    | товариський матч                        | -    | 80'      |
| 13-10-2020 | Гаага      | Алжир     | 2 – 2     | Мексика  | товариський матч                        | -    |          |
| 12-11-2020 | Алжир      | Алжир     | 3 – 1     | Зімбабве | Відбір до Кубка африканських націй 2021 | -    |          |
| 17-11-2020 | Хараре     | Зімбабве  | 2 – 2     | Алжир    | Відбір до Кубка африканських націй 2021 | -    |          |
| 12-11-2021 | Каїр       | Джибуті   | 0 – 4     | Алжир    | Відбір до ЧС 2022                       | -    | 13' 46'  |
| Усього     |            | Матчів    | 6         |          | Голів                                   | 0    |          |